# ماريوس بركفيتشيوس
ماريوس بركفيتشيوس (بالليتوانية: Marius Prekevičius) مواليد 22 مايو 1984 في الجمهورية الليتوانية السوفيتية الاشتراكية، هو لاعب كرة سلة ليتواني معتزل. بدأ مسيرته الاحترافية في سنة 2001. يبلغ طوله 6 قدم 4.75 بوصة (1.9 م). مثّل منتخب بلاده. شارك في دورة الألعاب الأولمبية الصيفية سنة 2008. اعتزل اللعب في 2013.

## المسيرة الاحترافية
لعب مع ساكالي في موسم 2001–2002، ثم لعب مع فوتسوافك في موسم 2005–2006، ثم لعب مع شياولياي من سنة 2006 إلى 2008، ثم لعب مع ليتوفوس رايتس في موسم 2008–2009، ثم لعب مع أزوفماش في سنة 2009، ثم لعب مع شياولياي في سنة 2010، ثم لعب مع أوتينوس يوفنتوس في موسم 2010-2011، ثم لعب مع شياولياي في موسم 2011-2012.

## روابط خارجية
- ماريوس بركفيتشيوس على موقع الاتحاد الدولي لكرة السلة (الإنجليزية)
- ماريوس بركفيتشيوس على موقع الدوري الأوروبي لكرة السلة (الإنجليزية)
- ماريوس بركفيتشيوس على موقع كرة السلة الأوروبية.كوم (الإنجليزية)
- ماريوس بركفيتشيوس على موقع كلية كرة السلة في سبورتس رفرنس.كوم (الإنجليزية)
- ماريوس بركفيتشيوس على موقع ريلجم (الإنجليزية)
- ماريوس بركفيتشيوس على موقع بروبوليرز (الإنجليزية)
- ماريوس بركفيتشيوس على موقع سبورتس رفرنس (الإنجليزية)
- ماريوس بركفيتشيوس على موقع أوليمبيديا (الإنجليزية)
- ماريوس بركفيتشيوس على موقع اللجنة الأولمبية الليتوانية (الليتوانية)